# Atlapetes pileatus
Atlapetes pileatus là một loài chim trong họ Emberizidae.